# Bertil Malmberg
Pour les articles homonymes, voir Malmberg.
Bertil Malmberg est un écrivain, traducteur et scénariste suédois né le 13 août 1889 à Härnösand et mort le 11 février 1958 à Stockholm. Il est membre de l'Académie suédoise de 1953 à sa mort.

## Liste d'œuvres
- 1908 : Bränder
- 1911 : Uppgörelse och löfte
- 1912 : Dåd och dröm
- 1915 : Schillers estetisk-filosofiska diktning
- 1916 : Atlantis
- 1917 : En blödande jord
- 1919 : Fiskebyn
- 1923 : Orfika
- 1924 : Åke och hans värld
- 1927 : Slöjan
- 1929 : Vinden
- 1932 : Illusionernas träd
- 1932 : Från George till Kästner (avec Johannes Edfelt et Irma Nordvang)
- 1935 : Dikter vid gränsen
- 1936 : Tyska intryck 1936
- 1937 : Värderingar
- 1938 : Sångerna om samvetet och ödet
- 1939 : Dikter i urval
- 1941 : Flöjter ur ödsligheten
- 1942 : Excellensen (théâtre)
- 1946 : Samlade dikter
- 1947 : Under månens fallande båge
- 1948 : Men bortom marterpålarna
- 1949 : Utan resolution
- 1949 : Staden i regnet (théâtre)
- 1950 : Med cyklopöga
- 1950 : Ett stycke väg
- 1951 : Idealet och livet
- 1952 : Ett författarliv
- 1953 : Lek med belysningar
- 1954 : Dikter. 1908–1941
- 1954 : Dikter. 1942–1953
- 1955 : Klaviatur
- 1955 : Lyrikern Edvard Bäckström
- 1956 : Förklädda memoarer

## Récompenses
- 1935 : grand prix de l'Académie suédoise
- 1936 : grand prix des Neuf
- 1945 : prix d'Övralid
- 1948 : prix de littérature du journal Vi
- 1949 : prix Bellman
- 1956 : prix Dobloug

## Référence
- (sv) Cet article est partiellement ou en totalité issu de l’article de Wikipédia en suédois intitulé « Bertil Malmberg » (voir la liste des auteurs).